# Antun Bačić (provincijal)
Fra Antun Bačić (oko 1690., Vrba kod Broda − 1758., Našice), hrvatski franjevac i pisac. Rodio se je oko 1690. u Vrbi kod Broda. Nakon studija bogoslovije u Italiji bio je pisac i provincijal franjevačke provincije Bosne Srebrene 1754. – 1757. Napisao knjigu Istina katoličanska.